# Ре (провінція Вербано-Кузіо-Оссола)
Ре (італ. Re, п'єм. Re) — муніципалітет в Італії, у регіоні П'ємонт, провінція Вербано-Кузіо-Оссола.
Ре розташоване на відстані близько 570 км на північний захід від Рима, 135 км на північний схід від Турина, 23 км на північ від Вербанії.
Населення — 773 особи (2014).

## Демографія
Населення за роками:

Станом на 1 січня 2023 року в муніципалітеті офіційно проживав 31 іноземець з 11 країн, серед них 7 громадян країн Євросоюзу та 9 громадян України.

## Сусідні муніципалітети
- Борньйоне
- Краведжа
- Курсоло-Орассо
- Малеско
- Онсерноне
- Паланьєдра
- Віллетте